# Worykonazol
Worykonazol (łac. voriconazolum) – wielofunkcyjny organiczny związek chemiczny, lek przeciwgrzybiczy, pochodna triazolu.
Hamuje w komórkach grzybów demetylację 14-α-lanosterolu, co powoduje zahamowanie syntezy ergosterolu i w końcowym efekcie prowadzi do zniszczenia ściany komórkowej.

## Zastosowanie
Worykonazol jest stosowany w następujących wskazaniach:

### Unia Europejska
- inwazyjna aspergiloza
- kandydemia bez współistniejącej neutropenii
- ciężkie, oporne na flukonazol zakażenie inwazyjne Candida (w tym Candida crusei)
- ciężkie zakażenia grzybicze wywołane przez Scedosporium spp. i Fusarium spp.
- profilaktyka inwazyjnych zakażeń grzybiczych u pacjentów wysokiego ryzyka po allogenicznym przeszczepieniu macierzystych komórek krwiotwórczych

### Stany Zjednoczone
- inwazyjna aspergiloza
- kandydemia bez współistniejącej neutropenii
- kandydoza tkanek głębokich
- kandydoza przełyku
- ciężkie zakażenia grzybicze wywołane przez Scedosporium apiospermum i Fusarium spp. (łącznie z Fusarium solani) u pacjentów z nawrotem po leczeniu lub nietolerancją innych leków przeciwgrzybiczych

Worykonazol znajduje się na liście leków podstawowych Światowej Organizacji Zdrowia (World Health Organization Model List of Essential Medicines) (2021). Jest dopuszczony do obrotu w Polsce (2020).

## Działania niepożądane
Worykonazol może powodować następujące działania niepożądane u ponad 10% pacjentów: obrzęk obwodowy, ból głowy, upośledzenie widzenia, zaburzenia oddechowe, biegunka, wymioty, bóle brzucha, nudności, wysypka, gorączka oraz nieprawidłowe wyniki testów czynności wątroby.